# هرچه دارم (ترانه)
«هرچه دارم» (به انگلیسی: All I Have) تک‌آهنگی از هنرمند اهل ایالات متحده آمریکا جنیفر لوپز، ال ال کول جی است که در سال ۲۰۰۲ میلادی منتشر شد.
این تک‌آهنگ در چارت‌های ، نیوزلند، در رتبه اول و در چارت‌های استرالیا، سوئیس، جزو ده ترانه اول قرار گرفت.